# Sébastien Delfosse
Sébastien Delfosse (* 29. November 1982 in Oupeye) ist ein ehemaliger belgischer Radrennfahrer.

## Karriere
Sébastien Delfosse gewann 2007 die belgischen Eintagesrennen Kattekoers und Flèche Ardennaise. Ende des Jahres fuhr er als Stagiaire für Landbouwkrediet-Tönissteiner, wo er bis Ende 2013 blieb. 2013 siegte er in Deutschland bei Rund um Köln. 2014 schloss Delfosse sich der Mannschaft Wallonie-Bruxelles an. In diesem Jahr fuhr er jeweils auf den zweiten Platz bei den französischen Rennen La Drôme Classic und Cholet-Pays de Loire. 2015 errang Delfosse den Gesamtsieg bei der Tour de Bretagne. Bei der La Drôme Classic 2017 attackierte er am letzten Anstieg und gewann das Rennen als Solist.
Zum Ende der Saison 2018 beendete er seine Laufbahn als Radsportler.

## Erfolge
2007
- Kattekoers
- Flèche Ardennaise

2011
- GP José Dubois

2013
- Rund um Köln
- Circuit de Wallonie

2014
- Kombinationswertung Tour de Bretagne

2015
- Gesamtwertung Tour de Bretagne
- Sprintwertung Tour de Wallonie

2017
- La Drôme Classic

## Teams
- 2007 Landbouwkrediet-Tönissteiner (Stagiaire)
- 2008 Landbouwkrediet-Tönissteiner
- 2009 Landbouwkrediet-Colnago
- 2010 Landbouwkrediet
- 2011 Landbouwkrediet
- 2012 Landbouwkrediet-Euphony
- 2013 Crelan-Euphony
- 2014 Wallonie-Bruxelles
- 2015 Wallonie-Bruxelles
- 2016 Wallonie Bruxelles-Group Protect
- 2017 WB Veranclassic Aqua Protect
- 2018 WB Aqua Protect Veranclassic